# Nicèfor Paleòleg (governador)
|  | No s'ha de confondre amb Nicèfor Paleòleg. |

Nicèfor Paleòleg (en grec Νικηφόρος Παλαιολόγος) era un alt càrrec de l'Imperi Romà d'Orient, de la noble família dels Paleòlegs.
Consta que va ser governador de Trebisonda l'any 1179.